# Iselsberg-Stronach
Iselsberg-Stronach är en kommun i distriktet Lienz i förbundslandet Tyrolen i Österrike.
Kommunen består av två orter (Ortschaften) (inom parentes invånarantal 1 januari 2024):
- Iselsberg (467)
- Stronach (143)